# Міський голова
Міськи́й голова́ — головна посадова особа територіальної громади міста в Україні. Неофіційна назва посади — мер.
Він обирається відповідною територіальною громадою на основі загального, рівного, прямого виборчого права шляхом таємного голосування строком на п'ять років у порядку, визначеному законом, і здійснює свої повноваження на постійній основі.

## Повноваження
Міський голова очолює виконавчий комітет міської ради, головує на її засіданнях. Він забезпечує здійснення в межах наданих законом повноважень органів виконавчої влади на відповідній території, додержання Конституції та законів України, виконання актів Президента України та відповідних органів виконавчої влади.
Міський голова не може працювати за сумісництвом на іншій посаді, у тому числі на громадських засадах (крім викладацької, наукової, творчої роботи, медичної практики, інструкторської та суддівської практики із спорту у неробочий час), займатися підприємницькою діяльністю, одержувати від цього прибуток. На міських голів поширюються повноваження та гарантії депутатів рад, передбачені законом.

## Історичний вжиток терміна
Міський голова (рос. городской голова) — виборна посада в Російській імперії, довірена особа містян, що представляла їхні інтереси перед державними установами, керівник міського самоврядування. Заснована імператрицею Катериною II в 1766 році. Міські голови вибиралися міською думою, у Москві й Петербурзі їх міг призначати імператор з двох обраних думою кандидатів (згідно з новим міським положенням 1892 року в столицях призначення голів імператором стало обов'язковим). Посада скасована після Жовтневого перевороту 1917 року.